# Nedo-Kloster

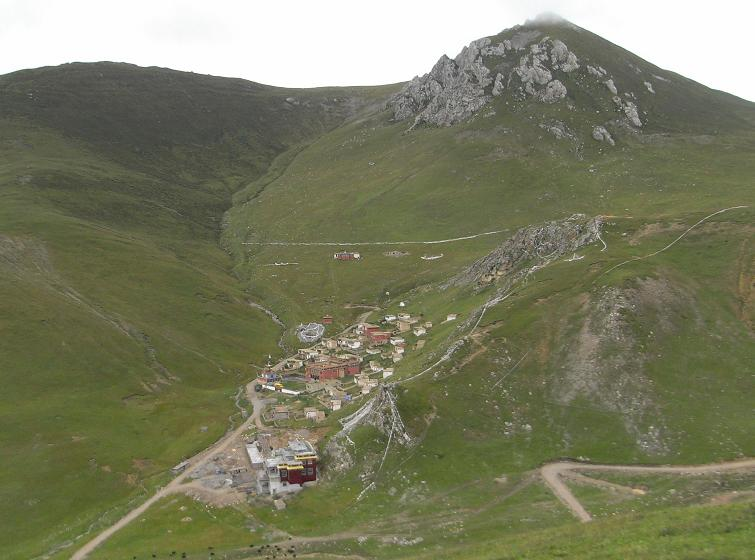
Nedo Gompa

Das Nedo-Kloster (tib. gnas mdo dgon), mit monastischem Namen Thra Öde Chennyi Ling (tib. khra 'od bde chen nyi gling) ist ein Kloster des Nedo-Kagyü-Zweiges (auch: Nedo-Kagyüpa) der Karma-Kagyü-Tradition des tibetischen Buddhismus. Es liegt im Weidegebiet Donkha in der Gemeinde Xia Raqug (chin. Xia Laxiu) im Süden der Stadt Yushu (yus hru'u) des gleichnamigen Autonomen Bezirks der Tibeter im Süden von Qinghai.
Thra Öde Chennyi Ling wurde im ausgehenden 17. Jahrhundert gegründet, nachdem Karma Chagme (auch Nedo Karma Chagme; 1613–1678), der Begründer des Nedo-Kagyü-Ordens und Schüler des 6. Shamarpa Chökyi Wangchug (zhwa dmar chos kyi dbang phyug; 1584–1630), jahrzehntelang hier gelebt hatte. Mit dem Bau des Klosters begann sein Sohn Karma Chagme Rega Anye, der sich als Linienhalter des Nedo-Ordens reinkarnatiert.

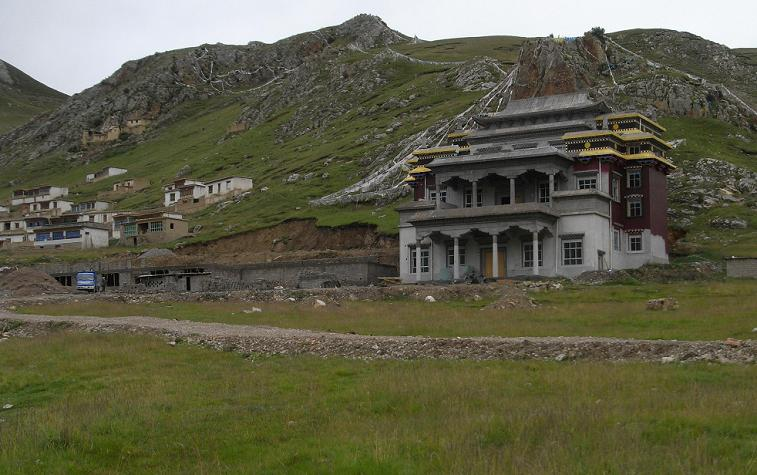
Neue Tempelhalle des Nedo Gompa